# Відносини Бахрейн — Європейський Союз
Відносини Бахрейну та Європейського Союзу — це міжнародні відносини між Королівством Бахрейн у Перській затоці та Європейським Союзом (ЄС).

## Історія
Бахрейн, як частина Ради співробітництва Перської затоки (GCC), підписав угоду про співпрацю з ЄС у 1988 році. Це відкрило шлях до більш тісних економічних і політичних відносин. У 2013 році в Манамі відбулася міністерська зустріч РСАДПЗ та ЄС, співголовами якої були Високий представник ЄС-віце-президент Кетрін Ештон та міністр закордонних справ Бахрейну Шейх Халід бін Ахмед Аль Халіфа.
Бахрейн піддається критиці з боку ЄС за його поводження з політичними активістами під час і після повстання в Бахрейні 2011 року.

## Навколишнє середовище
У травні 2015 року Бахрейн та ЄС виявили зацікавленість у проведенні спільних екологічних проектів, які включають збереження біорізноманіття країни та перегляд екологічного законодавства.

## Торгівля
ЄС є найбільшим торговим партнером РСАДПЗ, вартість якого становить 152 мільярди євро, що становить понад 13% загального експорту. У свою чергу, GCC є п’ятим за величиною експортним ринком ЄС, вартість якого становить 95 мільярдів євро.
З 1990 року РСАДПЗ та ЄС розпочали переговори щодо угоди про вільну торгівлю. Однак суперечки, що повторюються, призводили до того, що РСАДПЗ кілька разів призупиняла переговори, останній з яких був у 2008 році.

## Подальше читання
- Оригінальний текст Угоди про співпрацю між Європейським економічним співтовариством та Радою співробітництва Перської затоки